# Wolfgang Thierse

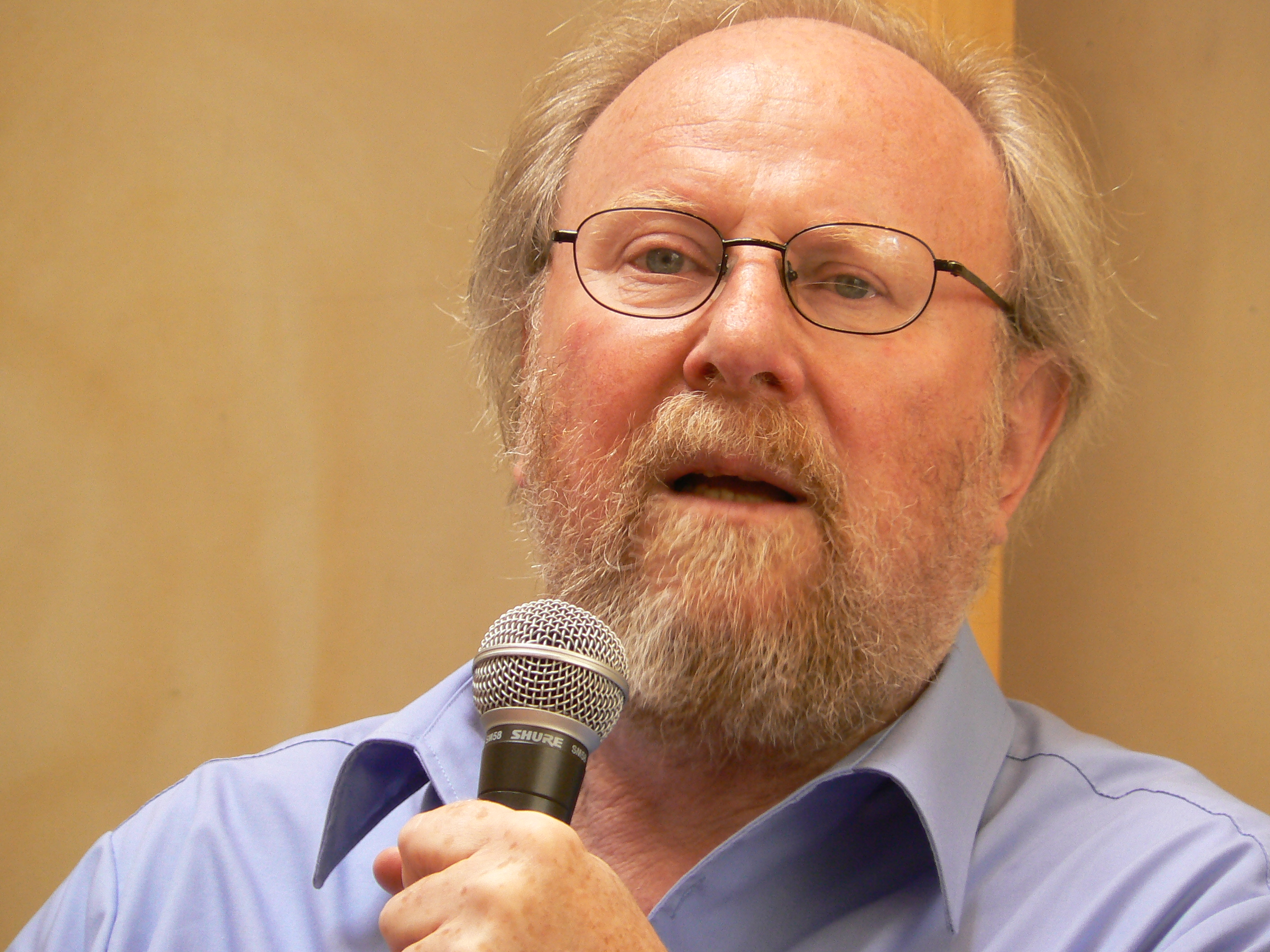
Wolfgang Thierse, 2012

Wolfgang Thierse (Breslau, 22 oktober 1943) is een Duits politicus.
Hij behoort tot de SPD en is van 1998 tot 2005 voorzitter van de Bondsdag geweest.

## Achtergrond, opleiding en beroep
Thierse is gehuwd en heeft twee kinderen.
Hij woont in het Oost-Berlijnse stadskwartier Prenzlauer Berg aan de Kollwitzplatz.
Thierse genoot een klassieke middelbare opleiding, en leerde daarna het beroep letterzetter.
Van 1964 tot 1969 studeerde hij Germaanse letteren aan de Humboldt-Universiteit in Oost-Berlijn (DDR).
Daarna werkte hij als wetenschappelijk assistent voor Cultuurtheorie en Esthetiek aan de Berlijnse Universiteit .
In de jaren 1975 en 1976 was hij medewerker in het ministerie van cultuur van de DDR, vanaf 1977 tot 1990 wetenschappelijk medewerker aan de DDR Academie voor Wetenschappen in het Centrale Instituut voor Literatuurgeschiedenis.

## Politieke loopbaan in de DDR
Tot einde 1989 blijft Thierse partijloos. Eerst bij het begin van de val van het DDR-regime ondertekent hij, in oktober 1989, bij het Neue Forum, treedt echter in januari 1990 tot de Oost-Duitse SDP toe.
Binnen de partij maakt hij een bliksemcarrière: op 18 maart 1990 wordt hij in de Volkskammer van de DDR verkozen.
Binnen de SDP-fractie werd hij eerst vicevoorzitter, later voorzitter. Hij is lid van de commissie voor cultuur en media.
Thierse maakt deel uit van de Volkskammer tot aan de eenmaking op 3 oktober 1990.
Nadat Ibrahim Böhme in juni 1990 aftreedt als voorzitter van de SDP meent Thierse deze partijfunctie over.

## Politieke loopbaan in de Bondsrepubliek

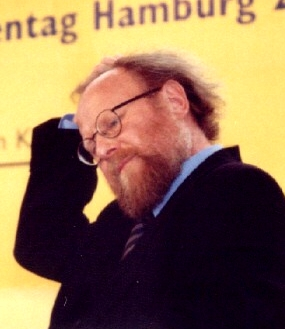
Wolfgang Thierse in Hamburg (2000)

Tijdens het Duitse herenigingproces worden de Oost-SDP en de West-SPD in september 1990 tot één partij versmolten, en wordt Thierse tot een van de vicevoorzitters van de eengemaakte partij gekozen.
Op 3 oktober 1990, de dag van de Duitse hereniging, wordt hij lid van de verenigde Duitse Bondsdag.
Bij de verkiezingen van 1990 wordt hij in zijn kiesdistrict Prenzlauer Berg (Berlijn) via een direct mandaat rechtstreeks in de Bondsdag verkozen.
In de SPD-fractie wordt hij vicevoorzitter. Binnen de partij wordt hij tot de linkervleugel gerekend.
Bij de verkiezingen van 1994 verliest hij het direct mandaat in zijn kiesdistrict aan de PDS'er Stefan Heym, maar wordt via de deelstaatlijst herverkozen. Ook in 1998 wordt hij via de deelstaat-lijst herverkozen.
In 1998 wordt de SPD de sterkste fractie in de Bondsdag en levert de voorzitter van de bondsdag. Wolfgang Thierse wordt verkozen en zo op 26 oktober 1998 'de tweede man' in het land.
In zijn eerste ambtstijd als parlementsvoorzitter viel het CDU-partijfinancieringschandaal.
Aangezien de parlementsvoorzitter verantwoordelijk is voor het bewaken van de uitvoering van wetten op de politieke partijen, en eventuele overtredingen moet beteugelen, raakte Thierse hier zijdelings bij betrokken.
Zo moest hij in 2000 belangrijke geldstraffen tegen de CDU uitspreken (in totaal ongeveer 48 miljoen DM of 24 miljoen euro).
Hoewel Thierse zich hierbij strikt aan de wetgeving hield, waren er binnen de CDU stemmen te horen die erop wezen (en ertegen protesteerden) dat de genomen maatregelen steeds de zwaarst mogelijke waren, en dat zijn beslissingen niet vrij waren van partijpolitiek eigenbelang.
Thierse zegt over deze gebeurtenissen zelf dat hij er liever niet bij betrokken zou geweest zijn.
In 2002 wordt Thierse opnieuw via een direct-mandaat in de nieuwe bondsdag verkozen. De SPD blijft de sterkste fractie, en hij wordt opnieuw tot bondsdagspresident verkozen. Bij deze verkiezing kreeg hij echter niet de stemmen van de CDU. die hem verweet in de voorgaande jaren niet met voldoende neutraliteit opgetreden te zijn.
Na de verkiezingen van 2005, waarbij de Union de grootse fractie werd, werd hij tot vicebondsdagspresident verkozen. Ook ditmaal stemden veel christendemocraten tegen hem, en hij verkreeg maar 68,9% van de stemmen.

## Allerlei
In 2001 krijgt hij de Ignatz-Bubis-Prijs van de stad Frankfurt am Main toegekend.